# Euphorbia zeylana
Euphorbia zeylana är en törelväxtart som beskrevs av Nicholas Edward Brown. Euphorbia zeylana ingår i släktet törlar, och familjen törelväxter.
Artens utbredningsområde är Somalia. Inga underarter finns listade i Catalogue of Life.